# Nacionalni park Kootenay
Nacionalni park Kootenay (engleski: Kootenay National Park) je nacionalni park na zapadnim obroncima kanadskog Stjenjaka na jugoistoku kanadske pokrajine Britanska Kolumbija. NP Kootenay ima površinu od od 1.406 km² i osnovan je 1920. godine. On svojom sjevernom stranom graniči s NP Yoho, a istočnom s NP Banffom, s kojima je zajedno upisan na UNESCO-ov popis mjesta svjetske baštine u Sjevernoj Americi još 1984. godine pod nazivom „Nacionalni parkovi kanadskog Stjenjaka”

## Odlike
Park je osnovan 1920. godine kao sporazum pokrajine Britanske Kolumbije i kanadske federalne vlade da će zemljište oko novoizgrađenog autoputa biti pretvoreno u nacionalni park. Zbog toga je park jako uzak, tek 8 km u širinu s obje strane 94 km dugog autoputa. S druge strane, zbog istog razloga su znamenitosti parka uglavnom lako dostupne i blizu autoputa. Nazvan je po istoimenoj rijeci Kootenay, koja je jedna od najvećih rijeka u parku; druga je rijeka Vermillion i obje se ulijevaju u rijeku Columbia i pripadaju slivu Tihog oceana. Nadmorska visina parka je od 918 m na jugozapadnom ulazu u park, do 3.424 m visoke planine Deltaform.
Glavne znamenitosti parka su termalni izvori kod mjesta Radium Hot Springs koji imaju bazene s temperaturama od 35°C do 47°C, a nalaze se nešto južnije od ulaza u park kroz klanac Sinclair; u ovom području obitava gumena zmija (Charina bottae). Nedaleko od njih je Maslinasto jezero (Olive Lake) i rijeka Kootenay. Mramorni klanac (Marble Canyon) se nalazi na donjem toku potoka Tokumm, nešto prije njegova ušća u rijeku Vermillion čiji je najveći slap Numa nešto južnije. U parku se nalaze i brojni mineralni izvori bogati željezom, poznati kao Paint Pots ("Lonci boje"), a koje su lokalni indijanci koristili za bojenje svoje odjeće okerom sve do 20. st.
- Sinclair prolaz između vrhova
- Ulaz u park kroz klanac Sinclair
- Mramorni klanac
- Kootenay rijeka
- Maslinasto jezero

## Vanjske poveznice
- Geologija kanadskog Stjenjaka  Arhivirana inačica izvorne stranice od 12. veljače 2021. (Wayback Machine) (engl.)
- Kootenay River Kootenay National Park (engl.)
- Kootenay National Park  Arhivirana inačica izvorne stranice od 19. ožujka 2009. (Wayback Machine), The Canadian Encyclopedia(engl.)